# Stadtlichter Presse
Die Stadtlichter Presse ist ein 1996 in Berlin gegründeter Buchverlag, der seit 2008 seinen Sitz in Wenzendorf im Landkreis Harburg hat.

## Geschichte
Verleger der Stadtlichter Presse ist Ralf Zühlke (* 1963 in Magdeburg), ursprünglich Eisenbahner. Er interessierte sich für deutschsprachige Ausgaben der Werke der Beat Generation, musste aber feststellen, dass kaum Übersetzungen der weniger bekannten Beat-Autoren existierten, was letztlich dazu führte, dass er sich entschloss, dafür selbst einen Verlag zu gründen. Der Verlagsname ist eine Reminiszenz an den City Lights-Verlag samt Buchhandlung von Lawrence Ferlinghetti in San Francisco, der ein Förderer der Beat-Autoren war.

## Programm
Der Schwerpunkt des Verlagsprogramms liegt bei den Texten der Beat-Autoren. Das erste erschienene Buch war „Riprap“ von Gary Snyder, ein Handpressendruck. Seit 2001 bringt die Stadtlichter Presse die Reihe Heartbeats heraus, eine Sammlung von Beat-Texten bekannter Autoren wie Jack Kerouac sowie von Werken, die in Deutschland eher unbekannt sind. Die Bücher sind in aller Regel zweisprachig und mit einem Nachwort versehen. 2010 begann der Verlag, die Reihe Heartbeat Spezial zu drucken, die Hintergrundtexte zu Beat-Autoren und ihrem Werk liefert.
Das Engagement der Stadtlichter Presse für die Beat Generation ist vielfach gewürdigt worden. „Vielleicht werden die Stadtlichter einst heller leuchten als die auf Hochglanz polierten Mainstreamfunzeln“, schrieb die Dresdner Literaturzeitschrift Signum. Die Zeitschrift Rolling Stone lobte, man könne bei diesem Verlag „echte Entdeckungen“ machen. Der Schriftsteller Hadayatullah Hübsch schrieb im Kulturmagazin My Way, Verleger Ralf Zühlke bringe mittlerweile auch verschollene Texte in Erstausgabe heraus.
Seit einigen Jahren verlegt die Stadtlichter Presse auch Lyrik und Prosa zeitgenössischer deutscher Autoren wie Wolfgang Berends, Thomas Collmer, Caroline Hartge, Boris Kerenski, Olaf Velte oder Bert Strebe. Daneben sind kaum bekannte Texte etwa des Philosophen und Dichters Siegfried J. Schmidt oder Gedichte der Finnlandschweden Lars Huldén und Claes Andersson erschienen. 2009, nach dem Umzug des Verlags nach Wenzendorf in der Nordheide (Landkreis Harburg), startete Verleger Zühlke zudem die Edition Heiderand mit neu aufgelegten Werken des Heimatforschers Eduard Kück.